# Haus Holte

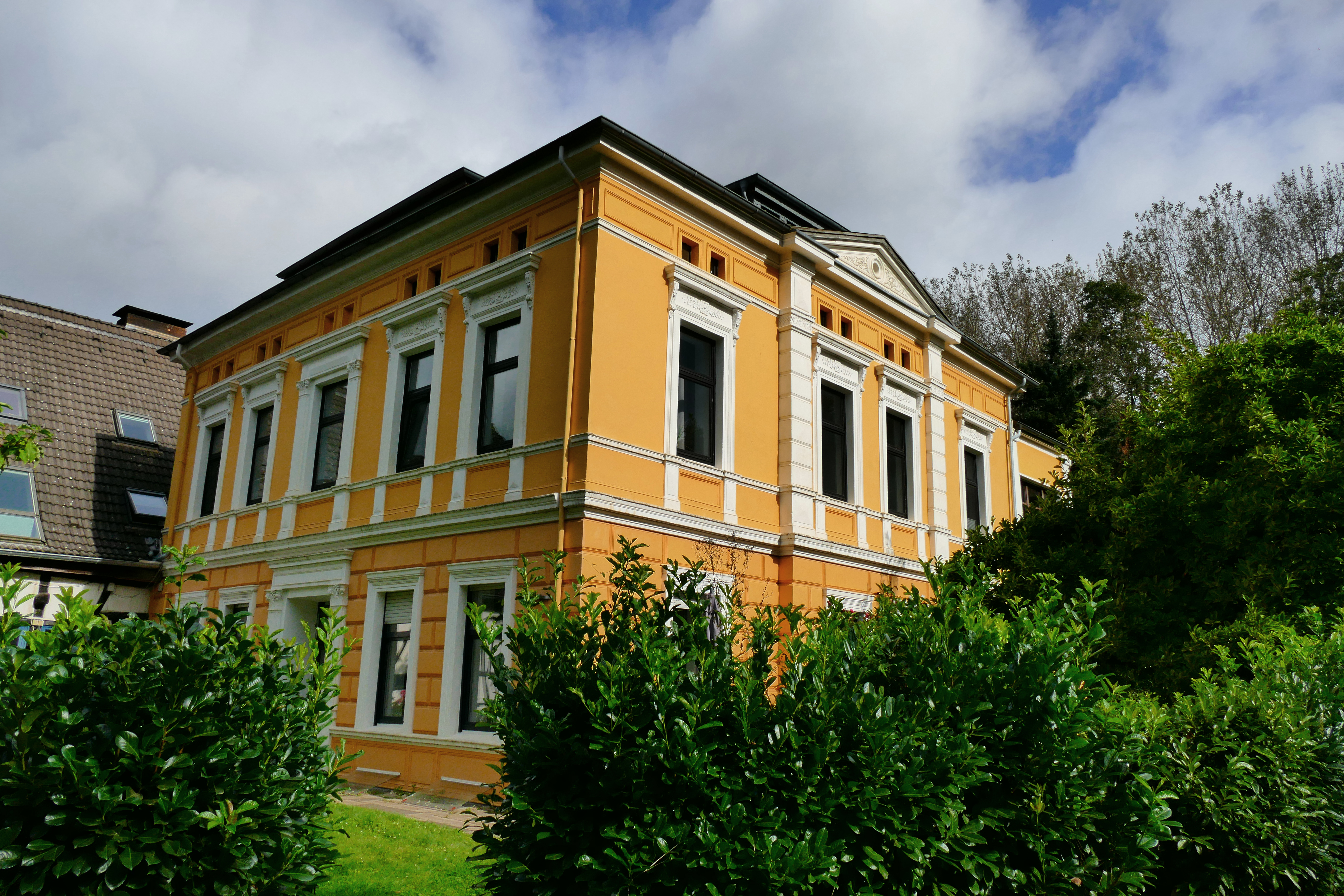

Haus Holte ist ein ehemaliger Adelssitz und heute Bauerngut in Dortmund-Holte.

## Geschichte
Die Befestigung liegt an der Überquerung des Harpener Hellwegs über den Harpener Bach. Der Mühlenteich für die eigene Mühle diente als Gräfte. Das Anwesen gehörte den nach dem Ort genannten Herren von Holte. Durch Heirat der Aleid von Holte (urkundl. bis 1470) mit Gert von Loë kam das Haus an die Familie von Loë. In den Händen der Familie Loë blieb das Haus bis in die zweite Hälfte des 16. Jahrhunderts.
1661 verkaufte Jobst Edmund von Brabeck, Domdechant von Münster, Haus Holte an Joachim Adrian von Reede / Rhede. Über dessen Ehe mit Margaretha Sibilla Elisabetha von Kobolt kam Haus Holte nach dem Tod von Joachim Adrian von Rhede ab 1667 an deren zweiten Ehemann Obristleutnant Bernhard Jakob Johann Henderson (Hendersohn, Hinderson). Deren Sohn Ernst August von Henderson heiratete die Witwe Catharina Gertrud Sybilla von Baer († 1727) zu Barenaue. Die Eheleute hatten keine Kinder und Ernst August von Henderson verstarb früh, sodass Haus Holte über die dritte Ehe von Catharina Gertrud Sybilla von Baer mit Adolph Christoph von Delwig († 1727) an die Familie Delwig zu Haus Dellwig kam. Adolph Christophs und Catharina Gertrud Sybillas einziges Kind, die Erbtochter Anna Sophia von Delwig, brachte das elterliche Erbe 1727 inklusive Haus Holte an ihren Ehemann, Friedrich Wilhelm Droste zu Erwitte.
1904 wurde Haus Holte an die Gelsenkirchener Bergwerks-AG verkauft.